# Jakob Neber
Jakob Neber (* 29. Januar 1891 in Sippersfeld; † 23. Juni 1968 ebenda) war ein deutscher Politiker der CDU und Mitglied des Deutschen Bundestages.
Jakob Neber war von Beruf Landwirt. Er wurde 1919 Mitglied der Freien Bauernschaft und deren Bezirksvorsitzender und stellvertretender Vorsitzender für die Pfalz. Von 1920 bis 1923, 1929 bis 1933 und erneut ab 1945 war er zudem Bürgermeister von Sippersfeld. Er war außerdem erster Vorsitzender der Pfälzischen Bauern- und Winzerschaft.
Neber gehörte von 1949 bis 1953 dem ersten Deutschen Bundestag an, in den er für die CDU über die Landesliste Rheinland-Pfalz gewählt wurde.